# کاترین برنز
کاترین بِرْنز (انگلیسی: Catherine Burns؛ زادهٔ ۲۴ سپتامبر ۱۹۴۵) یک هنرپیشه اهل ایالات متحده آمریکا است.
از فیلم‌ها یا برنامه‌های تلویزیونی که وی در آن نقش داشته است می‌توان به ناتالی و من اشاره کرد.